# Brain Powerd
Brain Powerd (ブレンパワード Buren Pawādo?) es una serie animada Japonesa creada por los estudios Sunrise. 
La serie está ambientada en un futuro donde la Tierra es azotada por constantes desastres naturales, justo después del descubrimiento de una nave alienígena, bautizada por los científicos como "Orphan". Un grupo de investigadores tratan de reunir unos "platillos" que se esparcieron por todo el mundo cuando la nave "Orphan" se estrelló mediante unos robots especiales conocidos como "Antibodies" con el objetivo de reactivar la nave, un hecho que podría resultar en la destrucción de todas las formas de vida del planeta. Los protagonistas  Yu Isami y  Hime Utsumiya utilizan un "Antibody" especial conocido como "Brain Powerd" para hacerle frente a los planes de los científicos de reactivar la nave y así salvar a la humanidad. 
Brain Powerd fue escrita y dirigida por el creador de Gundam,  Yoshiyuki Tomino. Los Mechas fueron diseñados por  Mamoru Nagano, los personajes fueron diseñados por Mutsumi Inomata, y la música fue compuesta por Yoko Kanno.
Brain Powerd contó con 26 episodios y fue transmitida por primera vez en Japón en el canal televisión WOWOW entre el 8 de abril y el 11 de noviembre de 1998. También fue transmitida en todo Japón por Animax, que a su vez la transmitió a través de sus respectivas redes a nivel mundial, incluyendo sus redes  anglófonas al sur y al sureste de  Asia. La serie fue licenciada por Bandai y distribuida a través de la región en formato DVD con el título Brain Powered. La serie también tuvo una adaptación en manga, con ilustraciones de  Yukiru Sugisaki, serializada en la revista  Shōnen Ace de Kadokawa Shoten magacín Shōnen Ace. Posteriormente fue publicada en los  Estados Unidos por Tokyopop. También existe una serie de novelas, música y otras mercancías relacionadas con Brain Powerd.

## Argumento
Brain Powerd está ambientada en un futuro donde la Tierra es arrasada por constantes terremotos e inundaciones. La fuente de estos males es una nave alienígena bautizada como "Orphan", la cual yace sumergida en las profundidades del Océano Pacífico. Los científicos Kensaku Isami y Midori Isami realizan experimentos en la nave con el objetivo de desvelar sus conocimientos y reactivarla, un hecho que podría provocar la exterminación de todas las formas de vida del planeta. El equipo del proyecto Orphan cuenta con una fuerza especial del ejército Grand Cher conocida como los  "Reclaimers", pilotos de robots orgánicos vivientes conocidos como  "Antibodies". La función de los Reclaimers es buscar y reunir los platillos vitales de la nave Orphan, los cuales se esparcieron por todo el mundo cuando la nave se estrelló en la Tierra. La serie comienza cuando una adolescente llamada Hime Utsumiya se apodera de un Antibody tipo "Brain Powerd" salido de uno de estos platillos, con el cual forma un profundo vínculo. Un año después, Hime se une a un grupo disidente a bordo de la nave Novís Noa que busca derrocar al proyecto Orphan. Más tarde, Hime se hace amiga de Yu Isami, un ex-Reclaimer que abandona el proyecto Orphan después de descubrir el peligro que sus padres planean desatar. Hime y Yu se sumergen en una aventura que podría decidir el futuro de la humanidad.

## Producción
Brain Powerd, producida por los estudios Sunrise, fue escrita y dirigida por Yoshiyuki Tomino, el creador de la legendaria franquicia de Gundam. Brain Powerd es a menudo comparada con Neon Genesis Evangelion, una serie animada muy popular creada por Gainax en 1995 con la que Brain Powerd tiene muchas similitudes. Tomino declaró que el guion y los planes para Brain Powerd fueron realizados mucho antes de que Evangelion fuera estrenada. Tomino también declaró que "nunca fue su intención hacer Brain Powerd como una antítesis de Evangelion", a pesar de las inevitables comparaciones que recibió cuando su serie se estrenó en 1998. Sin embargo, decidió no hacerle cambios a Brain Powerd y se resignó al hecho de que el público catalogaría su anime como una contraparte de Evangelion.
Tomino se sentía entusiasmado con su primera incursión en el subgénero de los robots  "orgánicos", un campo totalmente diferente al que había trabajado la mayor parte de su carrera. Tomino quería que Brain Powerd tuviera una historia interesante que le permitiera a aquellos interesados poder verla "sin sufrir un colapso nervioso" y para enseñarle a los fanáticos "que afuera había cosas más interesantes que el anime".
Tomino trabajó con un equipo de escritores empleados de Sunrise que adoptarían el seudónimo colectivo de "Hajime Yatate". Los otros miembros fueron el diseñador de personajes Mutsumi Inomata (The Weathering Continent y Windaria); el diseñador de  robots Mamoru Nagano (The Five Star Stories y Heavy Metal L-Gaim) y la compositora Yoko Kanno (Macross Plus y The Vision of Escaflowne). Nagano había trabajado con Tomino en Mobile Suit Zeta Gundam. El tema de apertura "In My Dream" fue escrito e interpretado por Eri Shingyōji. El tema de clausura "Ai no Fīrudo" (愛の輪郭(フィールド)?  lit. "Campo de Amor") fue compuesto y arreglado por Kanno, con letras de Rin Iogi (nombre artístico de Tomino), y el tema fue cantado por Kokia.